# Esenbeckia lugubris
Esenbeckia lugubris är en tvåvingeart som först beskrevs av Macquart 1838.  Esenbeckia lugubris ingår i släktet Esenbeckia och familjen bromsar. Inga underarter finns listade i Catalogue of Life.